# Heteroschema punctata
Heteroschema punctata är en stekelart som först beskrevs av William Harris Ashmead 1894.  Heteroschema punctata ingår i släktet Heteroschema och familjen puppglanssteklar. Inga underarter finns listade i Catalogue of Life.